# 지방은행 공동정보망
지방은행 공동정보망은 1997년 대한민국의 10개 지방은행이 공동으로 개발한 네트워크 예금상품이다. 지금은 전국 6개 지방은행 점포망을 상호연결하여 한 은행처럼 자유롭게 거래할 수 있는 공동 상품이다.

## 혜택
- 6개 지방은행(광주은행[4], 경남은행[5], 전북은행, 대구은행, 부산은행, 제주은행[6] ) 모든 영업접에서 입출금 및 해지, 사고신고, 각종증명서 발행 가능
- 6개 지방은행에서 발행하는 자기앞수표도 즉시 현금으로 교환 가능
- 무통장(학자금) 송금, 유통장(입출금)시 수수료 면제
- 영업시간 내 현금카드를 이용한 현금인출 수수료 전액 면제(면제가능시간 - 평일 : 08:30 ~ 17:00, 토요일 : 08:30 ~ 14:00, 일·공휴일 : 면제불가) 단, CD망만 공동망을 이용하기 때문에 현금인출 외에 현금카드를 이용한 현금입금은 수수료가 부과되며, ATM에서는 현금인출만 수수료가 면제되고 나머지 현금입금 등 대부분의 거래는 통장을 들고 가맹은행 창구로 직접 가서 거래해야 한다. 현금인출시 통장에는 "공동망"으로 찍히고 기록면 오른쪽에 해당 은행명이 한글 2자리로 찍힌다.

## 역사
- 1996년 11월 15일: 10개 지방은행, 공동상품 「지방은행 공동정보망」 개발 합의
- 1997년 6월 16일: 금융결제원 네트워크인 지방은행 공동정보망 개통
- 1997년 12월 24일: 국민일보 선정 '97 히트상품
- 1998년 6월 29일: 충청은행과 경기은행이 각각 하나은행(현 하나은행)과 한미은행(현 한국씨티은행)에 인수됨에 따라 지방은행 공동정보망 참여 지방은행이 8개로 감소
- 1999년 4월 30일: 충북은행이 조흥은행(현 신한은행)과 합병함에 따라 지방은행 공동정보망 참여 지방은행이 7개로 감소
- 1999년 9월 13일: 강원은행이 조흥은행(현 신한은행)과 합병함에 따라 지방은행 공동정보망 참여 지방은행이 6개로 감소
- 2000년 11월 20일: 전국 단위 시중은행 최초로 평화은행이 지방은행 공동정보망에 참여함
- 2002년 2월 4일: 평화은행의 은행 부분이 한빛은행(현 우리은행)과 합병하고 카드 부분이 우리신용카드로 상호를 변경함에 따라 지방은행 공동정보망 참여 은행이 지방은행 6개로 감소

## 참여은행
| 은행명   | 가입년도 | 상태   | 비고                         |
| -------- | -------- | ------ | ---------------------------- |
| 대구은행 | 1997     | 제공중 | DGB금융지주가 보유하고 있음  |
| 부산은행 | 1997     | 제공중 | BNK금융지주가 보유하고 있음  |
| 광주은행 | 1997     | 제공중 | JB금융지주가 보유하고 있음   |
| 제주은행 | 1997     | 제공중 | 신한금융지주가 보유하고 있음 |
| 전북은행 | 1997     | 제공중 | JB금융지주가 보유하고 있음   |
| 경남은행 | 1997     | 제공중 | BNK금융지주가 보유하고 있음  |